# Grabmal Jeanne Schoeller

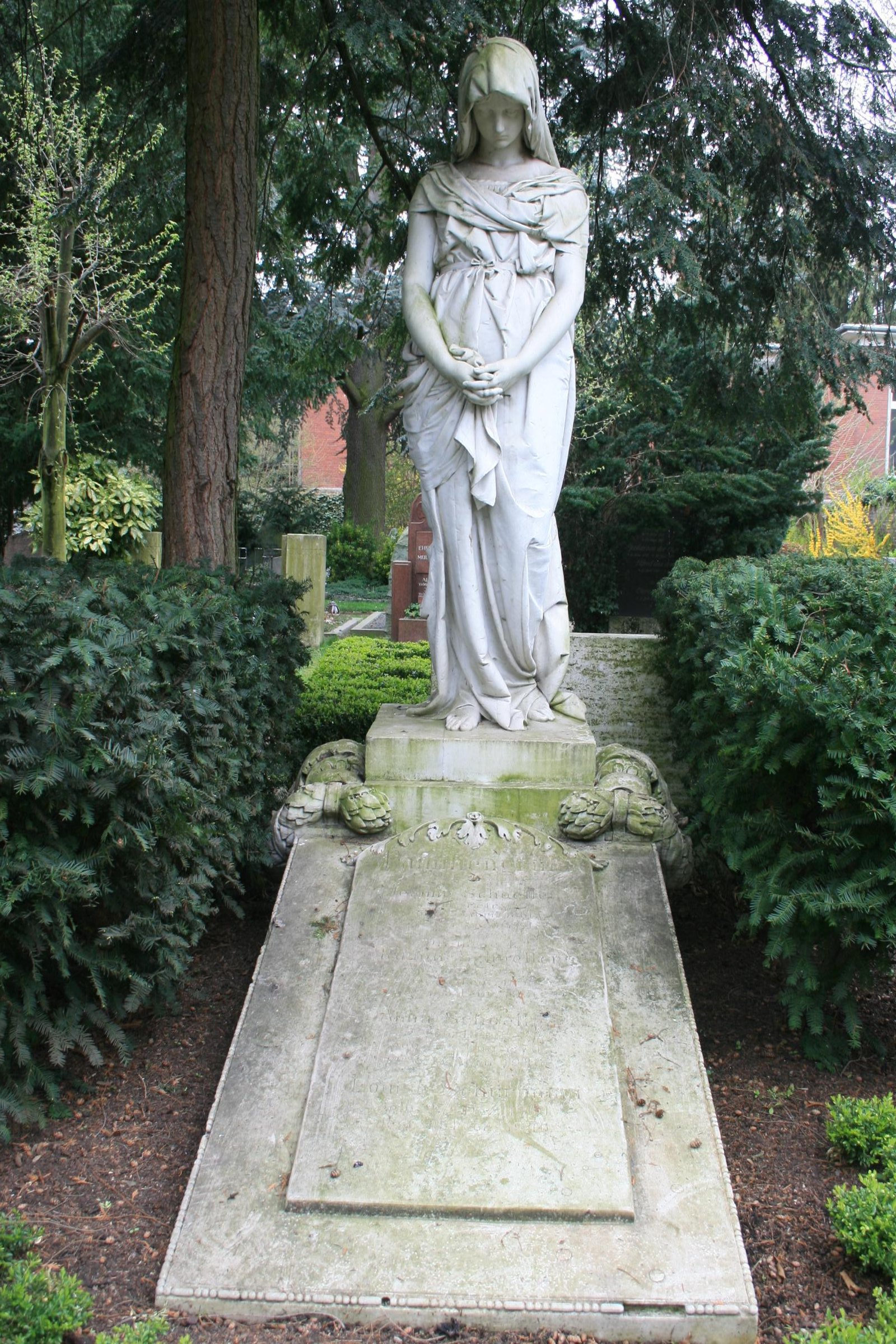
Das Grabmal

Das Grabmal Jeanne Schoeller befindet sich in Düren in Nordrhein-Westfalen. 
Die Grabstätte liegt auf dem evangelischen Friedhof in der Kölnstraße.
Das Grabmal der verstorbenen Jeanne Schoeller wurde 1893 vom Bildhauer Joseph Uphues aus Marmor geschaffen. Die etwa 1,90 m hohe Figur zeigt eine Frauengestalt als Personifikation der Trauer.
Das Bauwerk ist unter Nr. 1/055g in die Denkmalliste der Stadt Düren eingetragen.